# Пара Перко
Пара Перко, названная по имени Кеннета Перко, — это пара диаграмм в классической таблице узлов, фактически представляющие один и тот же узел.  В таблице узлов Дейла Рольфсена узлы этой пары считалась различными и имели индексы 10161 и 10162. В 1973 году, работая над перепроверкой таблицы узлов Тэйта — Литтла с 10 или менее пересечениями (известна с конца XIX века), Перко обнаружил дублирование в таблице Литтла. Это дублирование пропустил Джон Хортон Конвей за несколько лет до этого в своей таблице узлов, и затем оно проникло в таблицу Рольфсена. Пара Перко даёт контрпример «теоремы», объявленной Литтлом в 1900 году, согласно которой число закрученности приведённой диаграммы узла является инвариантом (см. Гипотезы Тэйта), так как две диаграммы пары имеют различные числа закрученности.
В некоторых более поздних таблицах узлы были слегка перенумерованы (узлы с 10163 до  10166 перенумерованы в узлы 10162 — 10165), так что узлы 10161 и 10162 стали различными. Некоторые авторы делают ошибку, утверждая, что эта пара узлов является парой Перко и что они одинаковы.
- The Perko pair
- 10161
- 10162 (исходная нумерация Рольфсена)